# Коммунистический интернационал молодёжи
Коммунистический интернационал молодёжи (КИМ) — c 1919 по 1943 годы международная молодёжная организация, секция Коминтерна.

## История
Учредительный конгресс КИМ состоялся 20—26 ноября 1919 года в Берлине. 29 делегатов из 13 стран (Россия, Германия, Австрия, Швейцария, Швеция, Норвегия, Дания, Польша, Венгрия, Румыния, Италия, Испания, Чехословакия) представляли 219 тысяч членов молодёжных организаций. Среди участников конгресса были активные деятели левого крыла Социалистического интернационала молодёжи. Участники конгресса приняли Манифест I конгресса КИМа, утвердили Устав и программу КИМ. Задачей организации стало создание широкого массового движения молодёжи в защиту своих экономических, политических и культурных интересов. Теоретической основой работы КИМ был провозглашён марксизм. Секретарем Исполкома КИМа был избран немецкий коммунист Вилли Мюнценберг.
Сразу после Учредительного конгресса в КИМе стала нарастать тенденция откола ряда организаций, которые настроились на автономное от своих местных компартий существование. Состоявшийся в 1921 году II конгресс Коминтерна принял «21 условие» вступления организации в Интернационал, согласно которому только партии, стоящие на марксистских позициях, могли быть приняты в Коминтерн. Это решение вместе с вышедшей в 1920 году работой Ленина «Детская болезнь “левизны” в коммунизме» помогло преодолеть кризис в КИМе. Прошедший в Москве II конгресс КИМа избрал новый состав Исполкома.
Во время засухи и голода, охвативших хлебные районы Советской России в 1921 году, Исполком КИМа принял участие в сборе помощи по всему миру. Откликнулись все отделения КИМа, а в Германии был проведен сбор средств на организацию детского дома для детей Поволжья.
В начале 1922 года Исполком КИМа участвовал в организации и проведении в Москве I Съезда революционной молодёжи стран Дальнего Востока, куда съехалось около 60 делегатов из Японии, Китая, Кореи и Монголии.
III конгресс КИМа, собравший в декабре 1922 года представителей 31 страны, выдвинул задачу создания единого фронта рабочей молодёжи. В приветствии конгрессу В. И. Ленин писал: «Надеюсь, что, несмотря на высокое звание, вы не забудете самого главного — необходимости деловым образом двинуть вперед подготовку молодёжи и ученье». В числе первоочередных задач КИМа была названа экономическая борьба (борьба с продолжительным рабочим днем, с низкой оплатой труда, с тяжелыми условиями жизни рабочих и с безработицей, создание стачечных комитетов, борьба со штрейкбрехерами). Её реализация на местах позволила, например, Коммунистическому союзу молодёжи Франции менее чем за год в несколько раз увеличить численность.
Тактика единого фронта борьбы и сплочения пролетариата, выдвинутая Коминтерном, нашла поддержку и в молодёжной организации. В 1920—1930-х гг. секции КИМ активно участвовали в коммунистическом рабочем движении. Особое внимание КИМ уделял борьбе против фашизма и милитаризма, организовывая движение молодёжи в поддержку СССР. В период нарастания международной напряжённости в 1920-е годы и сам КИМ, и организации на местах должны стать массовыми пролетарскими организациями. Задача, поставленная к IV конгрессу КИМ в 1924 году в целом была выполнена (плюс 126 900 членов за полтора года).
Организацией работы КИМа занимались пленумы Исполкома, кроме того проводились интернациональные форумы по вопросам единства юношеских движений. С осени 1929 года в Москве работала Международная ленинская школа КИМа, в которой учились представители молодёжи различных стран. КИМ устраивал летние школы и лагеря отдыха, спортивные соревнования, манифестации, концерты художественной самодеятельности.
В августе 1928 в КИМ входило свыше 43 организации, насчитывавших 2157 тыс. членов (из них 2030 тыс. членов ВЛКСМ); в октябре 1935 в 56 секций КИМ входило 3773 тыс. членов (из них 3500 тыс. членов ВЛКСМ).
В Болгарии, Германии, Польше ситуация осложнялась ростом профашистских молодёжных организаций. Комсомольцы этих стран вели агитацию внутри этих организаций. Ведя антимилитаристскую работу, комсомол Франции установил тесную связь с солдатами и матросами, вел агитацию также среди призывников и резерва армии. Работа велась через такие организации, как, например, «Содружество новобранцев», где будущим солдатам предлагался «специальный курс антимилитаристского воспитания и некоторой нелегальной работы»². Результатом такой работы стало появление комсомольских ячеек во французской армии и на флоте.
В июле 1929 года прошла Балтийская конференция скандинавской молодёжи по борьбе с войной. Норвежские комсомольцы-солдаты перешли границу, чтобы принять участие в конференции и заявить, что в будущей войне они будут союзниками СССР. В то же время Антимилитаристский конгресс прошел в Германии. В 1930 году антивоенная конференция собралась в Амстердаме.
Летом 1929 года во время советско-китайского конфликта на Китайско-Восточной железной дороге КИМ организовал и провёл Международный Красный день, день единых действий. 1 августа молодёжь в разных странах провела демонстрации в защиту суверенитета СССР. Немецкие комсомольцы несли лозунг: «Мы — один из батальонов Красной армии!». Итальянская молодёжь организовала сбор средств в рамках движения «Дадим оружие Советскому Союзу».
После нападения Японии на Китай в 1931 году КИМ начал рассылать воззвания о защите правительств Китая и СССР и недопущении мировой войны. Китайские, монгольские, корейские и японские комсомольцы участвовали в антивоенной агитации. Японский комсомол работал под лозунгом: «Каждый комсомолец должен иметь не менее 3 друзей среди солдат и матросов».
В 1935 году на VI конгрессе КИМ была поставлена задача создания единого фронта молодёжи для борьбы против фашизма и опасности войны. Это позволило преодолеть раскол молодёжного движения в Испании, Бельгии, Аргентине, Китае, а также созвать международные конгрессы молодёжи в Женеве (в 1936) и в США (в 1938). На этих конгрессах представители КИМ выступили против интервенции Германии и Италии в Испании, против японской агрессии в Китае и добивались единых действий против этого в молодёжном движении. В борьбу за мир было вовлечено более 40 млн юношей и девушек почти во всех странах мира.
В мае 1943 после роспуска Коминтерна КИМ также был распущен. Его фактическим преемником стала Всемирная федерация демократической молодёжи.
Высшим органом КИМ были конгрессы, в промежутках между конгрессами — Исполком КИМ, избиравший Президиум и Секретариат.
Состоялось шесть конгрессов КИМ (учредительный — в Берлине, остальные — в Москве):
- I — (учредительный) 20—26 ноября 1919 года;
- II — 9—23 июля 1921 года;
- III — 4—16 декабря 1922 года;
- IV — 15—25 июня 1924 года;
- V — 20 августа—18 сентября 1928 года;
- VI — 25 сентября—11 октября 1935 года.

## Информационные издания
«Интернационал молодёжи» — периодический журнал, орган Исполкома КИМ, основан в 1920 году. В 1925 году реорганизован в двухнедельный журнал «Мировой комсомол» — орган Исполкома КИМ и ЦК ВЛКСМ. Впоследствии вновь реорганизован в еженедельник  «Бюллетень КИМ».

## Эпонимы
- КИМ — название Государственного автосборочного завода имени Коммунистического интернационала молодёжи в Москве в 1930—1945. С 1945 — Московский завод малолитражных автомобилей, с 1968 года — Автомобильный завод имени Ленинского комсомола (АЗЛК).
- Московский клуб лыжников переименован в 1923 году в Центральный клуб РКСМ имени коммунистического интернационала (КИМ)
- Город Кимовск в Тульской области назван в честь КИМа.
- Село Ким в Республике Башкортостан — по инициативе учащихся, комсомольской организации и преподавателей в 1925 году Аксёновскому сельскохозяйственному техникуму (ныне Аксёновский агропромышленный колледж имени Н.М. Сибирцева) было присвоено наименование Аксёновский сельскохозяйственный техникум имени «КИМ» (Коммунистический интернационал молодёжи), но постановления правительства издано не было. Это наименование сохранилось теперь за селом.

### Россия
- Проспект КИМа — название одного из проспектов Санкт-Петербурга, проходящего по острову Декабристов на север от набережной Смоленки.
- Улица КИМ в Перми
- Улица КИМа в Нижнем Новгороде
- Улица КИМ в Волгограде
- Улица КИМа в Ростове-на-Дону
- Улица КИМ в Краснодаре
- Улица КИМ в Кимовске
- Улица КИМ в Смоленске
- Улица КИМ в Твери
- Улица КИМ в Александровске (Пермский край)
- Улица КИМ в Барнауле (Алтайский край)
- Переулок КИМ в Бийске
- Улица КИМа в Симферополе
- Улица КИМа в Оренбурге.

### Украина
- Улица КИМа — прежнее название Мелитопольской улицы в Днепре
- Улица КИМа — прежнее название улицы Дмитрия Яворницкого в Каменском (в советское время — Днепродзержинск)
- Улица КИМа — прежнее название Звёздной улицы в Бердичеве
- Улица КИМа — прежнее название Криворожской улицы в Константиновке
- Улица КИМа — прежнее название Аэроклубной улицы в Краматорске
- Улица КИМа — прежнее название Спортивной улицы в Лозовой
- Улица КИМа — прежнее название улицы Героев Крут в Полонном
- Улица КИМа — прежнее название улицы Екатерины Скаржинской в Полтаве
- Улица КИМа в Первомайске (Николаевская область)
- Улица КИМа в Первомайске (Луганская область)
- Улица КИМа в Луганске
- Улица КИМа в Стаханове

### Белоруссия
- Улица КИМа в Бобруйске
- Улица КИМа в Глубоком

### Молдавия
- Улица КИМ в Кишинёве